# Dario Bodrušić
Dario Bodrušić (Bugojno, 10 gennaio 1983) è un ex calciatore croato, difensore.